# Poema de Pentaur

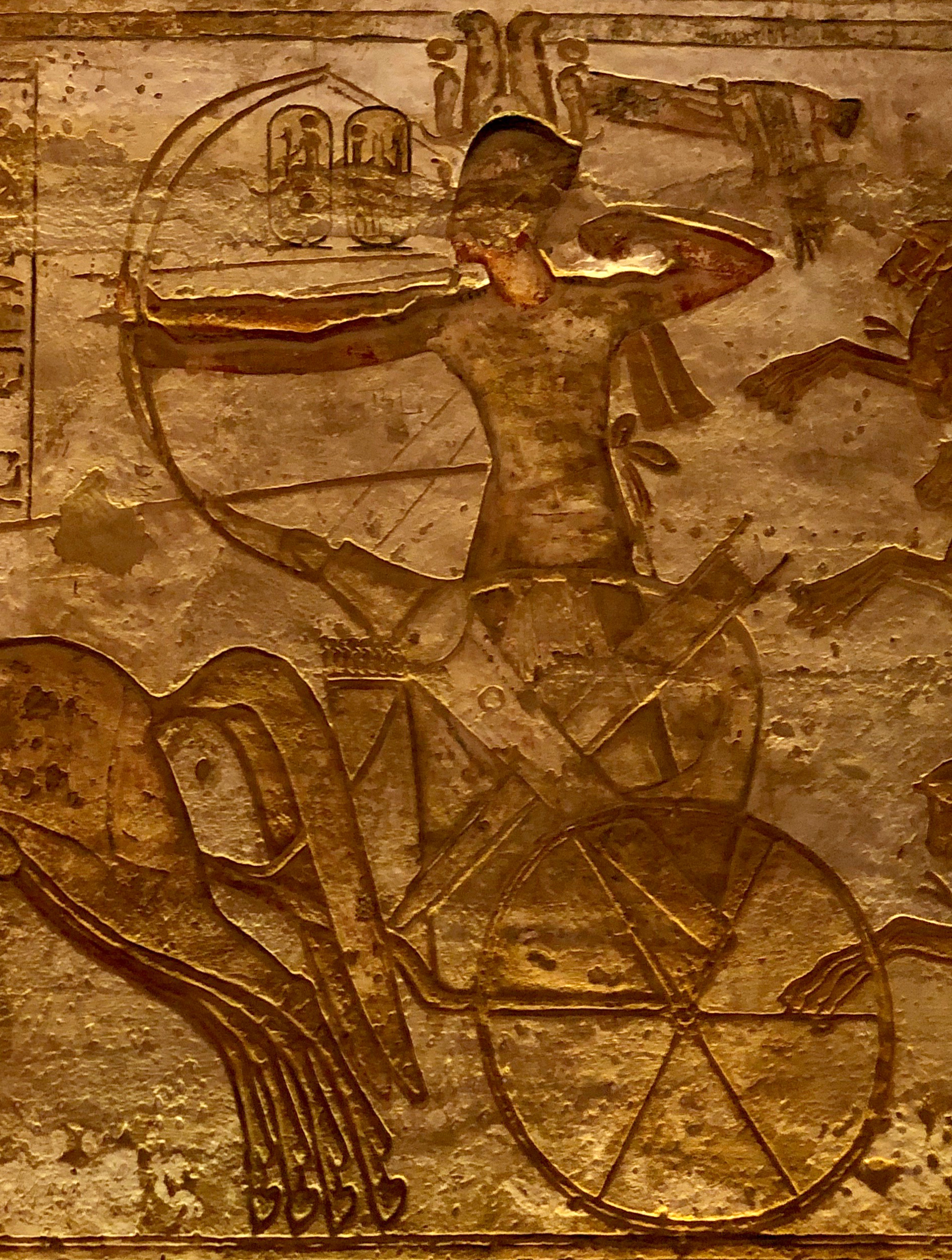
Ramsés en la batalla de Qadesh. Bajorrelieve en el templo de Abu Simbel.

El Poema de Pentaur es un célebre escrito épico realizado por el escriba Pentaur por encargo de Ramsés II, narrando la batalla de Qadesh, en la que se enfrentaron los ejércitos de Ramsés y del rey hitita Muwatalli II.
El poema, escrito años después de la batalla, adorna la derrota del estamento militar y el triunfo de Ramsés II, denostando al primero por cobardía y elogiando al segundo por su gran valentía. Relieves e inscripciones recordarían para siempre la gesta, presentando al faraón como el héroe que se enfrentó solo a numerosos enemigos y salvó una situación desesperada: Ramsés II ordenó que el boletín de guerra fuese divulgado en los principales templos, de tal manera que se encuentra grabado en los bajorrelieves que adornan las paredes de los templos de Abidos, del Ramesseum, de Karnak y de Abu Simbel, y en los pilonos de Luxor. El texto del boletín, sobrio y conciso, está acompañado por este otro más descriptivo, de carácter decididamente literario, y que nos ha llegado grabado en el ala derecha de la Gran Sala Hipóstila de Karnak y también escrito en papiro (Papiro Sallier III). Es la primera muestra de propaganda política conocida.
Los hechos acaecieron durante el quinto año de su reinado: El rey, a la cabeza de sus tropas, avanzaba hacia la ciudad de Atech o Kuotchu, la antigua Emeso, al noreste de Trípoli, en Siria. Engañado por falsos prófugos (beduinos que Muwatalli empleaba como espías), cayó en una emboscada y fue rodeado por el ejército enemigo. Ramsés quedó solo con su guardia personal, compuesta por sesenta y cinco carros, frente a una multitud de enemigos que contaban con más de dos mil carros de guerra.

"Irguiéndose en toda su estatura, el rey viste la fiera armadura de combate y con su carro tirado de dos caballos lánzase en lo más recio de la contienda. ¡Estaba solo, muy solo, sin nadie junto a él!... Sus soldados y su séquito le miraban desde lejos, en tanto que atacaba y defendíase heroicamente. ¡Le rodeaban dos mil quinientos carros, cada uno con tres guerreros, todos apremiándose para cerrarle el paso! ¡Solo e intrépido, no le acompañaban ni príncipes, ni generales, ni soldados!..."

Eleva una oración al dios de Tebas, Amón, en quien pone toda su confianza: 

"Yo te invoco, oh, padre mío, Amón! Heme aquí en medio de pueblos numerosos y desconocidos para mí; todas las naciones se han reunido contra mí y estoy solo.

El ejército egipcio, que se había retirado, vuelve a lanzarse siguiendo el ejemplo del Faraón:

"Andaban por un terreno cubierto de cadáveres, todo rojo de sangre... ¡No hay lugar para los pies, tantos son los muertos!".

Tras combate los generales alaban al faraón y le felicitan por su victoria:

"¡Oh Ramsés, corazón inquebrantable, has hecho más tú solo que el ejército entero! ¡Ante tu espada victoriosa se ha hundido el país de los Khetis! ¡Nadie se te parece cuando peleas por tu pueblo en el día de la batalla!..."

Y así termina el poeta su relato: 

"¿Es que el hombre no se cubre de gloria en su patria cuando ha mostrado valor junto a su señor y tiene renombre de guerrero? En verdad, en verdad, el hombre es aclamado por su valor."

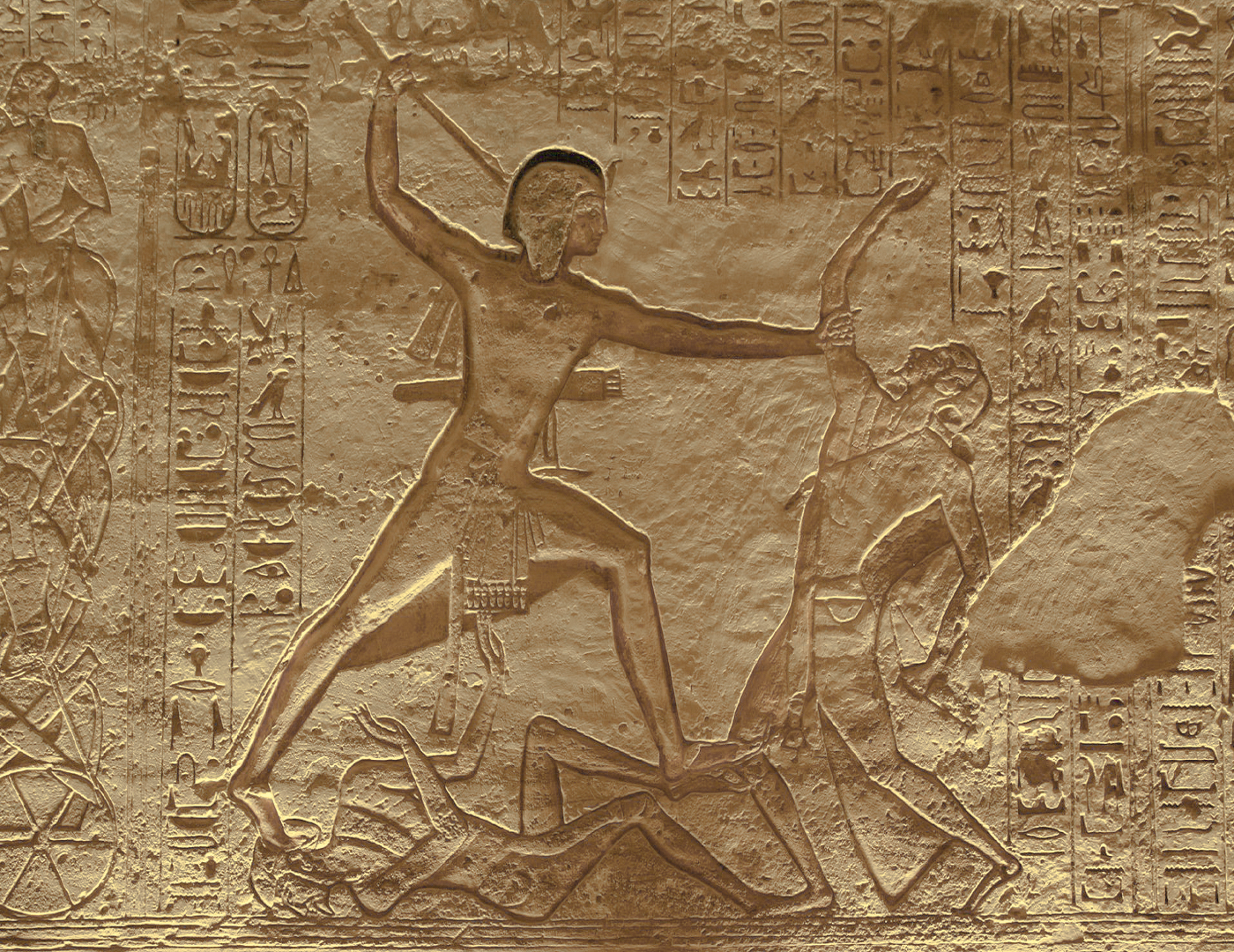
Ramsés II derrotando a sus enemigos. Templo de Abu Simbel.

Ramsés II, que necesitaba afianzar su papel histórico, magnificó su actuación en una batalla que no ganó, por medio de estas páginas épicas. La propaganda esconde disposiciones políticas que se fueron materializando en los años siguientes, al colocar el rey a sus hijos mayores al frente de las estructuras castrenses. Obviamente, sus jugadas políticas frente al estamento militar implicaban cierto riesgo, pero él supo administrarlo con gran habilidad, a partir de dos factores favorables a sus intereses:
- Una alta oficialidad de origen extranjero. Fueron promovidos oficiales asiáticos que se mantuvieron leales a Ramsés II, a cambio de obtener importantes rangos.

- Unas tropas de élite en las que los foráneos tenían un destacado papel, soldados que eran leales solamente a la persona del Faraón y no al estado egipcio.